# Pomone (1845)
Pour les autres navires du même nom, voir Pomone et HMS Pomone.
La Pomone est une frégate, construite sous la direction de Frédéric Reech en 1842 à l'arsenal de Lorient, et lancée en 1845. Elle est retirée du service en 1877. 

## Une vocation de prototype
La Pomone est la « première frégate mixte à hélice » de la Marine française, elle est conçue d'après les plans de l'ingénieur Jacques-Noël Sané († 1831). Elle est modifiée dès 1847  et pourvue d'une machine à vapeur de 220 cv, sans impact sur la voilure malgré l'implantation de la cheminée, le massif arrière étant renforcé pour laisser passer l'arbre de l'hélice.
Le plan de cette machine est dû à l'ingénieur suédois Hohn qui adapte l'hélice mise au point par son compatriote Ericsson 
Le gouvernail est remplacé par deux volets latéraux, cachés dans le massif lorsqu'ils ne servent pas. Ce système n'ayant pas donné de bons résultats, on est obligé d'allonger l'arrière de la frégate pour placer l'hélice dans un puits qui permet de la remonter pendant la marche à la voile. On obtient ainsi sur la Pomone une vitesse de 8 nœuds.

## Carrière
- à compter du 17 juillet 1845 : commission de port à Lorient.
La propulsion, conçue par Cunt Rosen de chez John Ericsson comporte une hélice multiple Ericsson et deux gouvernails latéraux. Aux essais, la Pomone ne peut gouverner et l'arrière est reconstruit avec un gouvernail, une hélice à deux pales et un arrière rond au lieu de carré.

- 1850 : première traversée vers Montevideo via Cadix et Toulon sous le commandement du capitaine de vaisseau Adelbert Lebarbier de Tinan. Le jeune ingénieur de Bussy supervise avec succès la réparation de l'arbre porte-hélice au cours de la traversée, ce qui est une première[5].
- 12 mai 1853 : reconverti en transport.
- 16 juin 1853 : armé à Brest.
- 1853-1856 : prend part à la guerre de Crimée dans la 2e escadre
- 15 août 1854 : embarquement de troupes ottomanes à Constantinople
- 1855 : escadre de la Méditerranée
- 1860 : travaux en vue de son allongement
- 12 au 14 juin 1860 : essais des voiles sur rade de Toulon
- 24 juin 1860 : appareillage de Toulon pour Terre-Neuve
- 9 janvier 1861 : sortie de bassin à Lorient
- 1er juin 1862 : en réserve
- Expédition du Mexique
- 3 & 4 janvier 1867 : appareille de Lorient vers Vera-Cruz
- 15 février 1867 : arrivée au Mexique pour évacuation des troupes
- 3 mai 1877 : rayé - Devient corps de garde et magasin à Brest.
- 1887 : démolition